# Klaus Messer
Klaus Johannes Messer (* 11. April 1907 in Ihlienworth; † 19. Januar 1942 bei Staraja Russa, UdSSR) war ein deutscher Jurist. Er war Rechtsanwalt, Notar und Gauführer des Gaues Ost-Hannover des Nationalsozialistischen Rechtswahrerbundes (NSRB) sowie Mitglied der Akademie für Deutsches Recht.

## Leben und Wirken

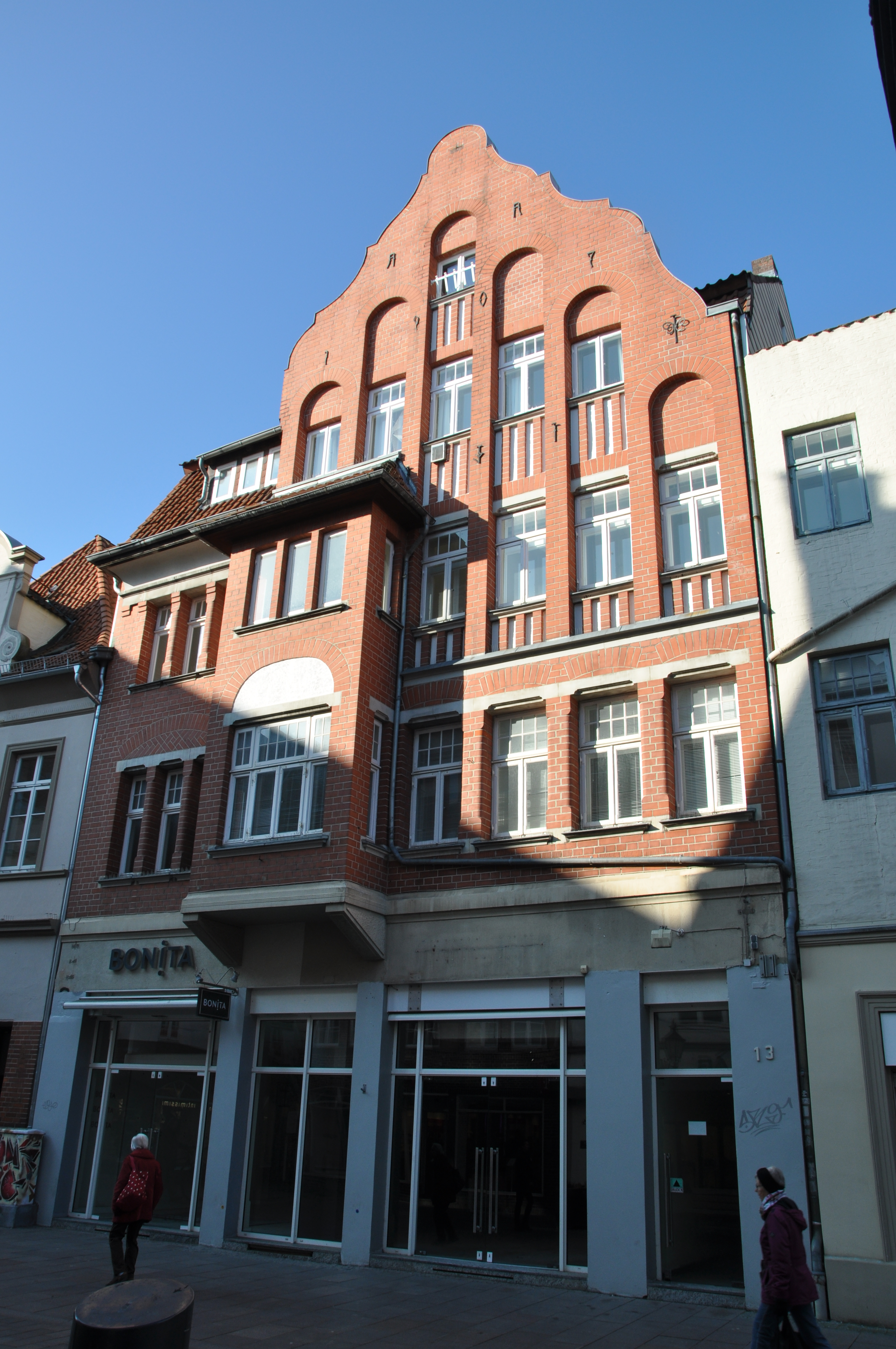
Dienstsitz von Klaus Messer in Lüneburg, Große Bäckerstraße 13

Er war der Sohn eines Arztes. Nach Ablegung des Abiturs 1925 am Gymnasium der Stadt Neumünster studierte er Rechts- und Staatswissenschaften. 1930 promovierte er an der Universität Bonn zum Dr. jur. Ab 1933 war er als Rechtsanwalt in Lüneburg tätig, wo er eine eigene Kanzlei in der Kleinen Bäckerstraße 19 besaß. 1939 wurde er zum Notar bestellt.
Bereits in jungen Jahren begeisterte er sich für nationalsozialistisches Gedankengut. Zum 1. Mai 1933 trat er der NSDAP bei (Mitgliedsnummer 2.604.161). Am 1. Juni 1938 wurde er zum Gauführer des Gaues Ost-Hannover des NSRB berufen. Seinen Dienstsitz in der Gauwaltung des NS-Rechtswahrerbundes hatte er in Lüneburg, Große Bäckerstraße 13.
Er war Mitglied des Aufsichtsrates der Saline Lüneburg und der Chemischen Fabrik AG Lüneburg. Ferner wurde er zum Mitglied der Akademie für Deutsches Recht berufen.
1941 wurde er zur Wehrmacht einberufen. Als SS-Untersturmführer diente er in der 10. Kompanie des SS-Totenkopf-Infanterie-Regiments. Er fiel am 19. Januar 1942 an der Ostfront an einem Waldwärterhaus acht Kilometer südöstlich von Staraja Russa.

## Schriften (Auswahl)
- Untersuchungen zur Frage der Nachprüfung von Verwaltungsakten durch den ordentlichen Richter. Pritzwalk 1929.